# ایو تریانتافیلوس
ایو تریانتافیلوس (فرانسوی: Yves Triantafyllos‎؛ زادهٔ ۲۷ اکتبر ۱۹۴۸) بازیکن فوتبال اهل فرانسه بود.
از باشگاه‌هایی که در آن بازی کرده‌است می‌توان به باشگاه فوتبال المپیاکوس، باشگاه فوتبال نانت، باشگاه فوتبال سن-اتین، و باشگاه فوتبال سن-اتین، اشاره کرد.
وی همچنین در تیم ملی فوتبال فرانسه بازی کرده‌است.